# Lei marcial na Ucrânia
A lei marcial na Ucrânia (em ucraniano:  Воєнний стан в Україні) é um regime jurídico especial que é introduzido pela Constituição da Ucrânia, a lei ucraniana "Sobre o regime jurídico da lei marcial" (nº 389-VIII de 12 de maio de 2015) e decretos presidenciais sobre a introdução da lei marcial. A lei "Sobre o regime jurídico da lei marcial" foi aprovada em 2000 e assinada pelo presidente Leonid Kuchma. Foi alterada várias vezes: em 2003, 2008, 2010, 2012 e 2014.
Em 2015, Petro Poroshenko apresentou o projeto de lei n.º 2541 ao parlamento. Foi adotado pela Verkhovna Rada da Ucrânia em 12 de maio e retornou com a assinatura do presidente da Ucrânia em 8 de junho. Para implementar a nova lei, o Gabinete de Ministros da Ucrânia aprovou um plano regular para a introdução e provisão de medidas para o regime jurídico da lei marcial na Ucrânia ou em algumas das suas regiões. Em resposta à prolongada intervenção militar, unidades do poder executivo central da Ucrânia criaram divisões relevantes. No Ministério da Política Social opera a Divilion para adaptação social de participantes da Zona de Operação Antiterrorista e de militares de reserva ou aposentados e no Ministério da Saúde, o departamento de coordenação e prestação de cuidados médicos durante operações antiterroristas, emergência e lei marcial.
Em 28 de maio de 2015, no programa "Ano de Poroshenko", o presidente disse que um decreto sobre a introdução de uma lei marcial na Ucrânia seria assinado se um cessar-fogo fosse violado e uma ofensiva sobre a posição das Forças Armadas da Ucrânia ocorresse.

## Lei marcial de 1918
Em 6 de novembro de 1918, devido à saída dos Impérios Centrais da Guerra de Independência da Ucrânia, o Hetman do Estado Ucraniano, Pavlo Skoropadski, declarou estado de "proteção de emergência" em Volínia e em 7 de novembro de 1918 impôs um "estado de emergência" em Odessa. A lei marcial foi imposta em Mykolaiv, Kherson, Ekaterinoslav, Podolsk e em poviaty do norte da Táurida a 9 de novembro e nas províncias de Chernihiv, Poltava, Kiev e na cidade de Kiev a 12 de novembro.

## Lei marcial de 2018

Oblasts da Ucrânia em que a lei marcial foi introduzida em 2018.

Em 26 de novembro de 2018, um período de lei marcial foi introduzido por decreto presidencial em 10 oblasts da Ucrânia a partir das 14h00 (hora local) por 30 dias, com o objetivo de fortalecer a defesa da Ucrânia no contexto da crescente tensão com a Rússia. A imposição da lei aconteceu após o incidente do estreito de Querche. A lei marcial foi encerrada após 30 dias.
Inicialmente, o presidente Poroshenko assinou um decreto de lei marcial em toda a Ucrânia por 60 dias, no entanto, após cinco horas de deliberações, uma versão menos restritiva foi decidida por uma sessão de emergência do Conselho Supremo da Ucrânia, que foi aprovado por 276 deputados. As regiões afetados pela lei estavam localizados ao longo da fronteira com a Rússia e com a Moldávia no estado não reconhecido da Transnístria (onde as tropas russas de manutenção da paz estão presentes), e nas áreas costeiras do mar Negro e do mar de Azov. As águas interiores do mar de Azov até ao estreito de Querche foram incluídas no decreto, mas a Crimeia não.
Durante a imposição da lei marcial, a Ucrânia proibiu todos os homens russos entre 16 e 60 anos de entrar no país, com exceções para fins humanitários. A Ucrânia alegou que esta era uma medida de segurança para impedir que a Rússia formasse unidades de exércitos "privados" em solo ucraniano. De acordo com o Serviço de Guarda de Fronteira da Ucrânia, 1 650 cidadãos russos foram recusados a entrar na Ucrânia de 26 de novembro a 26 de dezembro de 2018. Em 27 de dezembro de 2018, o Conselho de Segurança e Defesa Nacional da Ucrânia anunciou que iria estender "as medidas restritivas do Serviço de Guarda de Fronteira do Estado em relação à entrada de homens russos na Ucrânia".

### Críticas
Em 27 de novembro de 2018, os moradores da região de Sumy receberam mensagens SMS falsas que anunciavam a necessidade de comparecerem ao alistamento militar. O Ministério da Defesa afirmou que esta era uma provocação da Rússia.
Apesar do apoio público, a decisão de Poroshenko foi criticada porque ocorreu durante as eleições presidenciais de 2019, que podem ser afetadas pelas restrições à Constituição pela lei marcial (item 3 do decreto de lei marcial). A lei também foi criticada por não ter sido declarada mais cedo, pois antes do incidente do estreito de Querche, vários incidentes militares significativamente mais graves ocorreram desde a intervenção militar da Rússia na Ucrânia em 2014. Os críticos associam o momento da implementação às ambições políticas pré-eleitorais de Poroshenko, uma vez que as suas classificações para as eleições presidenciais da Ucrânia de 2019 caíram muito para baixo.
Também foi expressa a preocupação de que a lei marcial afetaria os pagamentos de ajuda internacional. A taxa de câmbio de grívnia em relação ao dólar e ao euro caiu acentuadamente no mercado à vista, como resultado da introdução da lei marcial. No entanto, no final de dezembro, o dólar enfraqueceu a sua posição para 27,43 ₴ por dólar.

## Lei marcial de 2022
O presidente Volodymyr Zelensky declarou lei marcial em todo o território controlado pela Ucrânia em 24 de fevereiro de 2022, em resposta à invasão russa da Ucrânia. Num discurso televisionado à nação pouco antes das 7h00, ele esclareceu que todos os homens capacitados de 18 a 60 anos não tinham permissão para deixar a Ucrânia, pois o país tinha iniciado uma mobilização geral de todas as forças de reserva.
Em 26 de fevereiro, o prefeito de Kiev, Vitali Klitschko, declarou um toque de recolher das 17h00 às 8h00 todos os dias para expor sabotadores russos. O toque de recolher foi levantado em 28 de fevereiro após uma busca de dois dias pelas forças de comando russas.
Em 20 de março, o presidente Zelensky assinou um decreto que fundiu todos os canais de televisão nacionais em uma plataforma devido à lei marcial. No mesmo dia, ele assinou um decreto que suspendeu as atividades de onze partidos políticos da oposição, citando alegados laços com o governo russo, enquanto a lei marcial estivesse em vigência; os partidos incluíam o partido pró-Rússia Plataforma de Oposição — Pela Vida, o segundo maior partido do Conselho Supremo da Ucrânia.